# Instituto de Derecho del Espacio y de las Telecomunicaciones
El Instituto de Derecho del Espacio y de las Telecomunicaciones (IDEST) fue creado en el año 2000 bajo la iniciativa de profesionales relacionados con el derecho de actividades espaciales y el derecho de telecomunicaciones. El IDEST se encuentra ligado al Colegio de Estudios Interdisciplinarios de la Universidad de París-Sur y está conformado a su vez de variados profesores, conferenciantes, investigadores y estudiantes de doctorado, todos bajo la supervisión de un consejo científico compuesto por renombrados profesionales de ambos sectores.

## Una doble Competencia
El IDEST abarca todos los aspectos jurídicos relacionados con la utilización del espacio y las aplicaciones espaciales. Igualmente, tiene interés en la cooperación industrial, en el financiamiento de proyectos, por lo que cuenta con una capacidad para realizar análisis de políticas espaciales nacionales civiles, comerciales y militares. Por otro lado, el IDEST ejerce sus competencias en el área de derecho de las comunicaciones electrónicas, particularmente en relación con la regulación de mercados, a la utilización de recursos limitados, la normalización, equipamientos y aplicaciones. En fin, el Instituto ejerce su rol en relación con asuntos relacionados al derecho de la información; defensa y seguridad.

## Una política de investigación internacional
El Instituto congrega un grupo de investigadores provenientes de más de 10 países y cuenta con la capacidad realizar estudios y asesorías en varios idiomas, entre los cuales destacan; francés, chino, árabe, inglés, español, alemán, iraní, ruso y japonés. El instituto posee representantes en el exterior que a su vez se encuentran enlazados con su sede matriz en París. Desde su creación, el IDEST ha concluido numerosos contratos de investigación con los principales institutos relacionados las actividades espaciales y las telecomunicaciones. De manera frecuente, sus miembros publican artículos en revistas especializadas, y participan en todas y cada una de las mejores manifestaciones científicas alrededor del mundo. El Instituto acompaña, en calidad de tutor, tesis doctorales, enmarcándose muchas de ellas en codirección con establecimientos internacionales.

## Una competencia educativa reconocida
El IDEST está a cargo de la gestión del máster especializado en derecho de actividades espaciales y de las telecomunicaciones de la Universidad de París-Sur. Sus miembros intervienen en numerosas otras universidades o grandes escuelas en Francia y en el extranjero, y muy espacialmente en el ISAE-Supaero, Supelec, ENSTA, ISU, Universidad de Strasbourg, Instituto de estudios políticos de París, etc. El IDEST ha formado, igualmente, profesionales en derecho espacial y de telecomunicaciones enseñando en Francia y en el extranjero.
En el año 2011 fue suscrita una Convención entre el ISAE y la Universidad de París-Sur para el desarrollo de una cooperación estructurada entre los dos establecimientos, en materia de derecho espacial.

## Los encuentros del IDEST

### Jornadas Europeas
Afianzado en su red internacional de investigadores y de antiguos estudiantes, el IDEST organiza con regularidad, jornadas en diversos países de la Unión Europea. Dichas jornadas reúnen Universidades y expertos franceses en una misma ciudad dos años consecutivos con el objeto de reforzar la cooperación académica y profesional en el marco de una confrontación de experiencias jurídicas nacionales y de distintos enfoques del derecho.
Las primeras jornadas europeas del IDEST tuvieron lugar en Rumania, en la ciudad de Sibiu, con temas en torno a Europa en la sociedad de la información (2007) y la regulación del mercado de telecomunicaciones –intercambio de experiencias- (2008). Las segundas jornadas europeas tuvieron lugar en Hungría en la ciudad de Budapest, abordando temas sobre Libre Competencia y regulación del mercado de las telecomunicaciones (2010) y la Libre Competencia en la industria de las redes (2011).

### Coloquios con ocasión a la Jornada Mundial de las Telecomunicaciones
La jornada mundial de las telecomunicaciones Archivado el 19 de mayo de 2017 en Wayback Machine. y la sociedad de la información ha sido creada por la Unión Internacional de Telecomunicaciones (UIT) con el objeto de contribuir a sensibilizar la opinión de las perspectivas que abre la utilización de las tecnologías de la información y de las comunicación (TIC) en lo que respecta al asunto económico y social, así como a las maneras de reducir la “brecha digital”.
El 17 de mayo marca el aniversario de suscripción de la primera convención telegráfica internacional y de la creación de la Unión Internacional de Telecomunicaciones. Esa es la razón por la cual ha sido seleccionada tal fecha. El IDEST ha decido de organizar cada año un coloquio jurídico dentro de ese marco para reunir, alrededor de los más grandes especialistas del derecho de las telecomunicaciones, los abogados y los juristas del sector por un panorama de cuestiones a menudo complejas, ligadas el desarrollo de las redes y de los servicios de comunicaciones electrónicas.
El tema seleccionado en el año 2010 para el coloquio trató sobre El nuevo cuadro reglamentario de las telecomunicaciones después de la Review 2009 y dentro de la perspectiva de su transposición en derecho francés. La edición 2011 se concentró sobre El acceso ultrarrápido a la banda ancha para todos.

## Contratos de investigación

### Contratos nacionales
Después de su creación, el IDEST obtuvo varios contratos de investigación nacional, específicamente con el Centro Nacional de Estudios Espaciales (CNES- siglas en francés) en el marco de la elaboración del proyecto de ley sobre las operaciones espaciales por el cual el IDEST estuvo enteramente ligado. Igualmente, el IDEST suscribió un importante contrato con la Región “Ile de France” para desarrollar la movilidad –entrante y saliente- de los estudiantes y de investigadores en derecho de telecomunicaciones entre la Universidad de París-Sur y las Universidades de la ciudad de Budapest. En el año 2011, la misión de expertos del IDEST aborda el tema del derecho de las frecuencias con la firma de dos contratos, uno con la ANFR, el otro con el CNES, así como sobre la Gobernanza espacial en Europa en el marco de una investigación para el Centro de Análisis estratégicos, adscrito al primer ministro Francés.

### Contratos europeos
Después de dos contratos de investigación con la Agencia Espacial Europea (ESA), en relación con la materia de protección planetaria y de centrales espaciales solares, el IDEST obtuvo la confianza de la Unión Europea con dos grandes proyectos; El Twining Project Européene UA/06/PCA/OT/05  Boosting Ukranian Space Cooperation with the european Union, los cuales se tradujeron en una serie de encuentros organizados en la ciudad de Kiev entre junio de 2008 y febrero de 2010, el Collaborative Project Consent (7.º programa marco) relativo a la protección de datos personales en las redes sociales. El IDEST trabajó igualmente en estrecha colaboración con las autoridades rumanas por la transposición del derecho europeo de telecomunicaciones.

### Contratos Internacionales
Entre los contratos de investigación internacionales, el IDEST realizó estudios por cuenta del Lockeed Martin (USA) sobre protección de bienes espaciales, y con el estado de Singapur sobre el turismo espacial.

## Asociaciones

### Universidades / Centros de Investigación
El IDEST desarrollo asociaciones estratégicas con varios universidades en Francia y en el extranjero: ISAE-Supaero (Toulouse-Francia), Space Policy Institute (Washington-USA), Centro Internacional de Derecho Espacial (Kiev-Ukraine), Universidad Católica Péter Pázmány (Budapest, Hungría), Universidad de Jaén (Jaén, España), Universidad Tecnológica de Harbin (Harbin-Chine) y la Universidad La Sapienza (Roma-Italia).

### Medios Profesionales
Después de su creación el IDEST estableció sólidos contactos con el medio profesional de los sectores del espacio y de las telecomunicaciones. El Instituto se creó bajo el impulso de CNES y de ESA y sus actividades están apoyadas por varios operadores prestigiosos como Eutelsat, EADS, Marsh y Thales. En lo que respecta a las telecomunicaciones, Las agencias de regulación francesas como la ARCEP y la ANRFr participaron igualmente en la definición de las actividades de investigación del instituto quien se beneficia hoy día de vínculos privilegiados con el grupo France Telecom. Igualmente, varios bufetes de abogados de la ciudad de París trabajan en estrecha colaboración con el IDEST como Bird & Bird, Ernst & Young, Gide Loyertte Nouel, Iteanu & Asociados y YGMA.

## El Máster  2 en Derecho de Actividades Espaciales y de Telecomunicaciones
Primer diploma en el mundo que asocia el estudio del derecho del espacio y de las telecomunicaciones, esta formación fue creada con el apoyo del medio profesional para satisfacer los sectores en plena expansión solicitantes de egresados altamente calificados. El contenido del máster ha sido creado en asociación con las grandes empresas e instituciones de los sectores espacio/aeronáutica y telecomunicaciones.
Cada año las orientaciones del máster son reorientadas en función de las realidades del mercado de trabajo. Las materias fundamentales son completadas por seminarios prácticos y una pasantía de larga duración (en Francia o en el extranjero). El contacto directo y permanente con el mercado de trabajo es favorecido a través de un equipo pedagógico mayoritariamente compuesto por profesionales (70% de los intervinientes), cursos impertidos por los futuros patronos; cursos impartidos en la sede de las empresas e instituciones prestigiosas (50 % de los cursos), visitas y viajes profesionales en Francia y al extranjero, proyectos profesionales conducidos por la cuanta de asociados del máster, así como una red internacional de antiguos estudiantes.

### Una formación Internacional
La formación es abierta a Europa y el mundo gracias a que sus materias combinan un enfoque nacional e internacional de problemáticas, sus cursos son impertidos en francés y en inglés, su equipo pedagógico multicultural (9 nacionalidades), sus promociones compuestas por mitad de estudiantes extranjeros (después de 2002, el máster ha recibido 264 estudiantes provenientes de 61 nacionalidades), su participación tiene grandes eventos internacionales.

### Una formación interdisciplinaria
La formación responde al desempeño profesional asociando el derecho a otras disciplinas-ciencias, ingeniería, economía, gestión, ciencias políticas. El carácter interdisciplinario de su equipo pedagógico y de sus promociones facilita la integración de la formación en el seno de la empresa o de la institución por una comprensión rápida y profunda de los asuntos a tratar y con una verdadera capacidad de diálogo con todos los componentes, especialmente los departamentos técnicos.

### Un padrino por promoción
Cada promoción dispone de un padrino que acompaña a los estudiantes a lo largo del año. La promoción lleva el nombre del padrino.
- 2002 – 2003 : Centro Nacional de Estudios Espaciales (CNES)
- 2003 – 2004 : Agencia Espacial Europea (ESA)
- 2004 – 2005 : EADS
- 2005 – 2006 : Autoridad reguladora de las comunicaciones electrónicas y postales (ARCEP)
- 2006 – 2007 : France Télécom
- 2007 – 2008 : Eutelsat
- 2008 – 2009 : Ministerio de la economía, de la industria y del empleo - Francia
- 2009 – 2010 : Thales Alenia Space (TAS)
- 2010 – 2011 : Gide Loyrette Nouel
- 2011 – 2012 : Safran
- 2012 – 2013 : Bouygues Telecom
- 2013 – 2014 : Arianespace

### Evaluación del Máster
La agencia de evaluación de la investigación y de la enseñanza superior (AERES- siglas en francés) quien evalúa cada año la oferta de formaciones en Francia a otorgado al Máster en derecho de Actividades Espaciales y de telecomunicaciones la máxima nota de A+, clasificando a la formación entre las mejores de Francia sin distinción de disciplinas.